# Дрохлін (Сілезьке воєводство)
Дрохлін (пол. Drochlin) — село в Польщі, у гміні Лелюв Ченстоховського повіту Сілезького воєводства.
Населення — 526 осіб (2011).
У 1975-1998 роках село належало до Ченстоховського воєводства.

## Демографія
Демографічна структура станом на 31 березня 2011 року:
|          | Загалом | Допрацездатний вік | Працездатний вік | Постпрацездатний вік |
| -------- | ------- | ------------------ | ---------------- | -------------------- |
| Чоловіки | 256     | 33                 | 185              | 38                   |
| Жінки    | 270     | 47                 | 144              | 79                   |
| Разом    | 526     | 80                 | 329              | 117                  |